# Rodrigeški dodo
Rodrigeški dodo (usamljenik s Rodrigeza, lat. Pezophaps solitaria) je izumrla vrsta ptica neletačica iz porodice golubova (Columbidae). U srodstvu je s dodoom, s kojim je ranije bio izdvojen u zasebnu porodicu. Naseljavao je otok Rodrigues blizu Mauricijusa. 
Prvi je njegovo postojanje zabilježio François Leguat, vođa francuskih hugenota izbjeglica koji su kolonizirali otok između 1691. i 1693. Opisao je pticu detaljno, uključujući i ponašanje u vezi gniježđenja. Hugenoti su cijenili pticu zbog njenog okusa, posebno mladunčad.
Zbog lova od strane ljudi i drugih predatora (mačaka), ptica je postala rijetka, a kad je Cossigny pokušao pronaći jedan primjerak 1755. godine, nije mogao pronaći niti jedan. Usamljenik s Rodrigeza je vjerojatno izumro između 1730-ih i 1760-ih. Točan datum je teško utvrditi, jer su zabilježena viđenja "usamljenika" na otocima Mascarenes, ali bez specificiranja na kojem je točno otoku viđen. Problem je i što se naziv "osamljenik" često koristio i za neke druge vrste, kao npr. za Porphyrio coerulescens (oiseau bleu) te za Threskiornis solitarius.
Do sada je prikupljen velik broj kostiju te ptice, ali ne i cijeli kostur. Usamljenike je lako prepoznati po neobično velikoj čvornatoj koščatoj nakupini na početku palca. Pretpostavlja se da je taj čvor bio obložen kožom i da je služio kao oružje.
Promatranja usamljenika su ukazivala na to da su parovi bili jako vezani za teritorij; vjerojatno su sporove rješavali borbama s krilima.

## Vanjske poveznice
|  | Zajednički poslužitelj ima stranicu o temi Pezophaps solitaria    |
|  | Zajednički poslužitelj ima još gradiva o temi Pezophaps solitaria |
|  | Wikivrste imaju podatke o taksonu Pezophaps solitaria             |